# Withius madagascariensis
Withius madagascariensis es una especie de arácnido del orden Pseudoscorpionida de la familia Withiidae.

## Distribución geográfica
Se encuentra en Madagascar.